# Anatoli Cîrîcu
Anatoli Cîrîcu, né le 14 septembre 1988 à Cahul, est un haltérophile moldave. Il a notamment remporté le titre de champion d'Europe en 2012 dans la catégorie des moins de 94 kg ainsi qu'une médaille d'argent en 2011 et une en bronze en 2010 dans la même catégorie.
Lors des Jeux olympiques de Londres en 2012, il remporte, toujours dans la catégorie des moins de 94 kg, la médaille de bronze avant de se la voir retirer par le CIO en novembre 2016 pour dopage au stéroïde déhydrochlorméthyltestostérone. À la suite de cela, l'IWF le banni de toute compétition jusqu'au 11 mai 2023.

## Palmarès

### Championnats du monde d'haltérophilie
- Championnats du monde d'haltérophilie 2010 à Antalya
  - 9e en moins de 94 kg.
- Championnats du monde d'haltérophilie 2009 à Goyang
  - 11e en moins de 94 kg.

### Championnats d'Europe d'haltérophilie
- Championnats d'Europe d'haltérophilie 2012 à Antalya
  -  Médaille d'or en moins de 94 kg.
- Championnats d'Europe d'haltérophilie 2011 à Kazan
  -  Médaille d'argent en moins de 94 kg.
- Championnats d'Europe d'haltérophilie 2010 à Minsk
  -  Médaille de bronze en moins de 94 kg.